# Pia Lilian Kübler
Pia Lilian Kübler (* 8. Oktober 2002) ist eine deutsche Skispringerin.

## Werdegang
Lilly Kübler, die für den SV Zschopau startet, gab ihr internationales Debüt im Mai 2010 beim 35. Internationalen Mattenspringen auf einer Kinderschanze am Kottmar. Kübler wurde Dritte, Siegerin war die Tschechin Štěpánka Ptáčková. Ihren ersten Wettkampf im Rahmen der FIS absolvierte sie im August 2015 beim Youth-Cup-Wettbewerb von der Europa-Park-Schanze in Hinterzarten, bei dem sie den vierten Rang mit knapp 60 Punkten Rückstand auf die Siegerin Lucile Morat erreichte. Drei Tage später debütierte sie in Klingenthal im Alpencup. In den folgenden Jahren konkurrierte sie regelmäßig in dieser Wettkampfserie der OPA. Ab der Saison 2017/18 trainierte Kübler am Bundesstützpunkt Klingenthal unter der Leitung ihrer Heim-Trainer Henry Glaß sowie im Besonderen Marcel Höhlig. Erste Früchte trug die neue Zusammenarbeit Anfang Februar 2018 in Garmisch-Partenkirchen, als Kübler den Meistertitel bei den Deutschen Jugendmeisterschaften gewann. Wenige Wochen später landete sie bei den Nordischen Skispielen der OPA 2018 in Planica auf dem neunten Rang unter den Juniorinnen sowie gemeinsam mit Sandra Müller und Jenny Nowak auf dem zweiten Platz beim Teamspringen.
Ende Januar 2019 debütierte Kübler in Planica im Continental Cup, wo sie direkt in die Punkteränge sprang. Rund einen Monat später verpasste sie in Villach zweimal als Vierte nur knapp das Podest im FIS Cup, was ihre bis dato beste Platzierung bei einem Einzelspringen war. Im Juli 2019 debütierte Kübler in Hinterzarten im Grand Prix, verfehlte jedoch die Punkteränge. Im restlichen Sommer trat sie daher im Continental Cup an, belegte allerdings nur die hinteren Ränge. Ein Leistungssprung vollzog sich im Winter 2019/20, was sich an ihrer ersten Podestplatzierung als Zweite in Rena im Continental Cup manifestierte. Tags darauf belegte sie den vierten Platz, wodurch sie sich berechtigte Hoffnungen auf eine Nominierung zu den Juniorenweltmeisterschaften 2020 machte. Bei ihrem Weltcup-Debüt eine Woche später in Oberstdorf wurde Kübler disqualifiziert. Nachdem sie in Brotterode erneut auf das Podest im Continental Cup sprang, nahm sie tatsächlich an den Juniorenweltmeisterschaften 2020 in Oberwiesenthal teil. Während sie im Einzel als Dreizehnte deutlich hinter den Medaillenrängen zurückblieb, gewann sie gemeinsam mit Michelle Göbel, Josephin Laue und Selina Freitag Bronze mit dem Team, ehe sie mit dem Mixed-Team die Juniorenweltmeisterschaften auf dem vierten Platz abschloss.
Bei den Nordischen Junioren-Skiweltmeisterschaften 2022 im polnischen Zakopane wurde sie im Einzelspringen 17. Im Mannschaftsspringen der Juniorinnen gewann sie gemeinsam mit Christina Feicht, Anna-Fay Scharfenberg und Michelle Göbel die Bronzemedaille. Im Mixed-Teamwettbewerb wurde sie mit der deutschen Mannschaft Sechste.

## Statistik

### Weltcup-Platzierungen
| Saison  | Platz | Punkte |
| ------- | ----- | ------ |
| 2022/23 | 60.   | 002    |
| 2023/24 | 58.   | 001    |

### Grand-Prix-Platzierungen
| Saison | Platz | Punkte |
| ------ | ----- | ------ |
| 2022   | 55.   | 003    |
| 2023   | 18.   | 092    |

### Intercontinental-Cup-Platzierungen
| Saison  | Platz | Punkte |
| ------- | ----- | ------ |
| 2023/24 | 11.   | 236    |

### Continental-Cup-Platzierungen
| Saison  | Sommer | Sommer | Winter | Winter | Gesamt | Gesamt |
| Saison  | Platz  | Punkte | Platz  | Punkte | Platz  | Punkte |
| ------- | ------ | ------ | ------ | ------ | ------ | ------ |
| 2018/19 | —      | —      | 51.    | 010    | 65.    | 010    |
| 2019/20 | 62.    | 020    | 04.    | 264    | 06.    | 284    |
| 2020/21 | —      | —      | 18.    | 024    | 18.    | 024    |
| 2021/22 | —      | —      | —      | —      | 37.    | 109    |
| 2022/23 | —      | —      | 08.    | 178    | 13.    | 178    |